# 갑오징어목
갑오징어목은 해양에서 사는 두족류이다.